# Gynaeseius ricini
Gynaeseius ricini är en spindeldjursart som först beskrevs av Ghai och Menon 1969.  Gynaeseius ricini ingår i släktet Gynaeseius och familjen Phytoseiidae. Inga underarter finns listade i Catalogue of Life.